# Odontocera darlingtoni
Odontocera darlingtoni là một loài bọ cánh cứng trong họ Cerambycidae.